# Warsaw Spartans
Die Warsaw Spartans waren ein polnisches American-Football-Team aus Warschau.

## Geschichte
Gegründet wurde das Team 2007. Im Jahr darauf trat man der Liga bei. Im Jahre 2011 wurde das Team Meister in der PLFA II, ein Jahr später Meister der PLFA I. In der Saison 2013 spielen die Spartans in der PLFA Topliga. Nach der Saison 2013 fusionierten die Spartans mit den „Królewscy Warszawa“ zu den Warsaw Sharks.